# 타임 파일럿
타임 파일럿(Time Pilot)은 코나미에서 개발한 아케이드 게임이다. 오카모토 요시키에가 기획하였고 1982년 출시되었다.

## 적기와 모선 출현
- 첫 번째 스테이지 : 1910년 복엽기와 연식 비행선
- 두 번째 스테이지 : 1945년 제2차 세계대전 단엽 B-2 전투기
- 세 번째 스테이지 : 1970년 헬기 CH-47호
- 네 번째 스테이지 : 1982년 제트기 B-52(Centuri 기판은 1983년으로 나옴.)
- 다섯 번째 스테이지 : 2001년 비행접시 UFO